# 烏姆阿利區

35°00′39″N 8°18′03″E / 35.0107°N 8.3009°E
烏姆阿利區（阿拉伯语：دائرة أم علي），是阿爾及利亞的行政區，位於該國東北部，由泰貝薩省負責管轄，首府設於烏姆阿利，面積665平方公里，2008年人口9,818，人口密度每平方公里15人。